# デーヴィッド・ブルブリング
デーヴィッド・ブルブリング（David Bulbring、1989年9月12日 - ）は、ジャパンラグビーリーグワンクボタスピアーズ船橋・東京ベイに所属するラグビーユニオン選手。

## プロフィール
- 南アフリカ共和国・ポート・エリザベス出身[1]。
- ポジションはロック(LO)。
- 身長 199 cm、体重 113 kg
- ニックネームはDB、Dave。
- U20南アフリカ代表に選ばれたことがある[2]。

## 来歴
アレクサンダーロード高校 卒業後、ゴールデン・ライオンズ、ライオンズ、イースタン・プロヴィンス・キングス、キングス、ブルー・ブルズ、スカーレッツを経て、2019年、クボタスピアーズ(現・クボタスピアーズ船橋・東京ベイ)に加入。
2020年1月12日にジャパンラグビートップリーグ第1節パナソニック ワイルドナイツ戦に先発出場で日本での公式戦初出場を果たす。